# Lipówki (Lublin)
Pour les articles homonymes, voir Lipówki.
Lipówki (prononciation : [liˈpufki]) est un village polonais de la gmina de Siedliszcze dans le powiat de Chełm de la voïvodie de Lublin dans l'est de la Pologne.
Il se situe à environ 5 kilomètres au sud de Siedliszcze (siège de la gmina), 24 kilomètres à l'ouest de Chełm (siège du powiat) et 42 kilomètres à l'est de Lublin (capitale de la voïvodie).
Le village comptait approximativement une population de 168 habitants en 2005.

## Histoire
De 1975 à 1998, le village est attaché administrativement à la voïvodie de Chełm.

Depuis 1999, il fait partie de la voïvodie de Lublin.